# Ключевской сельсовет (Амурская область)
Ключевско́й сельсове́т — сельское поселение в Константиновском районе Амурской области.
Административный центр — село Ключи.

## История
30 сентября 2005 года в соответствии с Законом Амурской области № 72-ОЗ муниципальное образование наделено статусом сельского поселения.

## Население
| 2002 | 2010 | 2011 | 2012 | 2013 | 2014 | 2015 |
| ---- | ---- | ---- | ---- | ---- | ---- | ---- |
| 972  | ↘812 | ↘811 | ↘795 | ↘780 | ↘771 | ↘755 |
| 2016 | 2017 | 2018 | 2021 |      |      |      |
| ↘753 | ↗754 | ↗763 | ↘712 |      |      |      |

## Состав сельского поселения
| № | Населённый пункт | Тип населённого пункта       | Население |
| - | ---------------- | ---------------------------- | --------- |
| 1 | Ключи            | село, административный центр | ↘712      |